# 終着駅の牛尾刑事VS事件記者・冴子
『終着駅の牛尾刑事VS事件記者・冴子』（しゅうちゃくえきのうしおけいじ ブイエス じけんきしゃ さえこ）は、2001年から2017年までテレビ朝日系で放送されたテレビドラマシリーズ。全16回。主演は片岡鶴太郎と水野真紀。
同枠の特別企画として年末に放送。ただし、2011年末の放送は行われず、第11作は「土曜ワイド劇場35周年特別企画」として、2012年2月25日に放映された。
放送枠は「土曜ワイド劇場」（第1作 - 第15作）、「土曜プライム・土曜ワイド劇場」（第16作）。

## 概要
2001年に第1作目が放送され、好評だったことから毎年12月25日前後に、その年の「土曜ワイド劇場」の最後の作品として放送されるようになる。
番組タイトルは
『牟田刑事官VS終着駅の牛尾刑事』
第1作から第2作までの2作品（2001年 - 2002年）。
『牟田刑事官VS終着駅の牛尾刑事そして事件記者冴子』
第3作から第5作までの3作品（2003年 - 2005年）。事件記者冴子が加わる。
『終着駅の牛尾刑事VS事件記者・冴子』
第6作から第16作までの11作品（2006年 - 2017年）。牟田刑事官が抜ける。牟田刑事官役の小林が体調面から『牟田刑事官事件ファイル』も第33作（2007年6月23日放送）でシリーズ休止（2010年9月16日に小林が逝去したため、シリーズ終了）となっている。
原作のクレジットは、牟田刑事官が加わっている第5作まで「石沢英太郎・森村誠一」であるが、実際は森村誠一作品を主な原作としている。また、牟田刑事官が抜けた第6作から第16作までは森村誠一のみとなっている。
また、新聞等のテレビ欄では文字数の都合上、タイトルが『牟田刑事官VS牛尾刑事VS事件記者冴子（第2作目までは牟田刑事官VS牛尾刑事）』と表記されている。
実質的には牛尾刑事が主役の場合がほとんどで、冴子らの描写が少ない回も多い。
作品の原作には牛尾刑事が本来登場しないものも存在する。

## キャスト

### 牟田刑事官事件ファイルより
- 牟田一郎（神奈川県横浜山下警察署 刑事官） - 小林桂樹
- 岩城政則（神奈川県横浜山下警察署 警部補・房子の兄） - 東幹久
- 梶原（神奈川県横浜山下警察署 刑事課長） - 小沢象（第2作・第3作・第5作）
- 佐野（神奈川県横浜山下警察署 刑事） - 清水幹生
- 君塚尚（フリーライター） - 久保田篤（第1作 - 第3作）
- 牟田明子（牟田の妻） - 津島恵子（第1作・第2作）

### 終着駅シリーズより
- 牛尾正直（警視庁新宿西警察署 刑事） - 片岡鶴太郎
- 大上達夫（警視庁新宿西警察署 刑事） - 吉岡扶敏（第1作 - 第5作）、増沢望[2]（第6作 - 第8作）、東根作寿英（第9作 - 第16作）
- 山路（警視庁新宿西警察署 刑事） - 北見敏之（第3作）、でんでん（第4作 - 第7作）、徳井優（第8作 - 第16作）
- 西谷（警視庁新宿西警察署 刑事） - 石原和海[3]
- 海野（警視庁新宿西警察署 鑑識） - 笠井一彦（第4作）、小野寺丈（第12作 - 第16作）
- 坂本（警視庁新宿西警察署 刑事課長） - 名古屋章（第1作・第2作）、田山涼成（第3作）、秋野太作（第4作 - 第16作）
- ジョージ（オカマのホームレス・牛尾とは旧知の間柄） - 三夏紳（第4作・第8作・第9作）
- 牛尾澄枝（牛尾の妻） - 岡江久美子（第1作 - 第16作）

### 事件記者冴子の殺人スクープより
- 川村冴子（週刊トピックスの記者） - 水野真紀
- 緒方浩平（週刊エピソードの記者） - 船越英一郎

### その他
- 那須（警視庁捜査一課 警部） - 辰巳琢郎[4]（第6作 - 第10作）

### ゲスト

#### 牟田刑事官VS終着駅の牛尾刑事（第1作 - 第2作/2001年 - 2002年）
第1作「エネミイ」（2001年）
- 片倉直義（喫茶店「オアシス」店主） - 石丸謙二郎
- 家木路江 - 森下涼子
- 星野友信 - 酒井敏也
- 津田文吾（暴力団「津田組」組長） - 沢向要士
- 堂本真人（堂本工業 社長・婿養子） - 井田國彦
- 矢沢寛（容子の元婚約者） - 湯江健幸
- 平山（津田の運転手） - 長谷川哲夫
- 三造 - 三角八朗
- 堀内（埼玉県緑山市泉中学校 元教諭） - 立石涼子
- 清美（クラブホステス） - 山口香緒里
- 栗山利昭（ミュージシャン） - ヨシケン
- 堂本和寿美（真人の妻・堂本工業 副社長） - 有森也実（友情出演）
- 谷岡（栗山のマネージャー） - 長岡尚彦
- 田原幹夫 - 根岸大介
- 島村（津田のボディーガード） - 古川くいち
- 平山容子（故人） - 市川灯絵

第2作「暗渠（あんきょ）の連鎖」（2002年）
- 清家克久（公認会計士） - 河相我聞
- 岩城房子（岩城政則の妹） - 遠野凪子
- 前川昌子 - 馬渕英里何
- 望月容子（車椅子の少女） - 後藤理沙（幼少期：古永絵里香）
- 望月秀雄（容子の兄） - 増沢望
- 矢作悠子（清家の恋人） - 梅宮万紗子
- 柴田哲朗 - 升毅
- 三上茂美 - そのまんま東
- 早坂友彦（房子の婚約者・老舗料亭御曹司） - 藤原英志
- 前川（豊と昌子の祖父・前川商店 店主） - 桂小金治
- 蓮見猛 - 下崎篤
- 若宮良樹（大学生・資産家の息子） - 野間慎平
- 前川豊（昌子の兄） - 藤井剛
- 松井正 - 田村学
- 西尾（週刊誌の記者） - 芸利古雄
- 矢作（悠子の弟） - 安藤晃洋

#### 牟田刑事官VS終着駅の牛尾刑事そして事件記者冴子（第3作 - 第5作/2003年 - 2005年）
第3作「レッドライト」（2003年）
- 森尾優子（タクシードライバー） - 大寶智子
- 安部常夫（美晴の夫・画家） - 矢島健一
- 桑崎務 - 山崎銀之丞
- 成沢良秀（国進 本社総務室長） - 佐戸井けん太
- 米原精治 - 鶴田忍
- 新宮立志（国進グループ OB） - 唐沢民賢
- 間際和幸（暴力団員） - 伊藤高
- 久納良輔（フリーカメラマン） - 前田淳
- 安部美晴（馬車道のクラブ経営者） - 牛尾田恭代
- 真鍋時夫（国進運送のトラック運転手） - 長岡尚彦
- 刑事 - ちょーすけ
- 武石輝彦（国進グループ 総帥） - 津嘉山正種

第4作「マリッジ」（2004年）
- 西畑茜（見合いパーティの出席者） - 山本未來
- 西畑渚 - 山本未來
- 山上潔（見合いパーティの出席者・岩城政則の大学の先輩） - 吹越満
- 正岡秀和 - 塩屋俊
- 宇賀神信一郎 - 中野誠也
- 染谷啓祐 - 千葉哲也
- 宇賀神基彦 - 中根徹
- 宝田堅 - 上島竜兵
- 小村伸夫 - 筒井巧
- 脇坂初江 - 土屋貴子
- 山本友治 - 賀川黒之助
- 西尾麻里（総合商社社員） - 佐藤智美

第5作「タクシー」（2005年）
- 蛭間正（タクシードライバー） - 寺島進
- 惣領秀和（総領興産 営業部長） - 遠藤憲一
- 赤橋隆正（医師） - 冨家規政
- 馬場崎（刑事） - 石井愃一
- 末永正造（知恵子の祖父） - 桂小金治
- 香月徳蔵（雅代の父） - 黒部進
- 鯨井（トラック運転手） - 鈴木ヒロミツ
- 横山（蛭間の上司） - 小倉一郎
- 香月雅代（女子大生） - 大村彩子
- 末永知恵子（盲目の少女） - 森迫永依
- 長田勉（タクシードライバー） - 森章二
- 広美 - 戸田比呂子
- 安田恵子（ラブホテルの従業員） - 松尾晶代
- 吉原松子 - 冨士眞奈美

#### 終着駅の牛尾刑事VS事件記者・冴子（第6作 - 第16作/2006年 - 2017年）
第6作「殺人の詩集」（2006年）
- 栗橋陽子 - 原日出子
- 矢沢隆一郎（作家） - 益岡徹
- 栗橋香（陽子の娘・デリヘル嬢） - 前田愛
- 若林博文（若林医院 医師） - 篠塚勝
- 君津邦彦（俳優） - 井上純一
- 栗橋行男（陽子の夫・香の養父） - 石井洋祐
- 鶴川正治（鶴川不動産 社長） - 二瓶鮫一
- 将軍（ホームレス） - 梅津栄
- 宮坂（刑事） - 江良潤

第7作「路」（2007年）
- 谷せつ（谷の妻・信夫の妹） - 高橋ひとみ
- 谷昭一（漁師・軽食喫茶「さざ波」店主） - 布施博
- 太田道夫（レストラン支配人・「ハイム西新宿」408号室の入居者） - 高杉瑞穂
- 尾崎沙織（太田の新妻） - 吉井怜
- 木部麻里（信夫の娘） - 小嶺麗奈
- 住吉弘（志垣不動産 元社員・麻里の同棲相手） - 東根作寿英
- 志垣一良（区会議員・志垣不動産業 元社長） - 鶴田忍
- 木部信夫（資産家・「ハイム西新宿」408号室の元入居者） - 大石吾朗
- 長尾和之（日生交通 新宿営業所のタクシードライバー） - 大石吾朗（二役）
- 長塚重樹（長塚事務所 司法書士） - 藤木孝
- 遠山（愛知県田原警察署 刑事） - 河西健司
- 田岡友和（田岡不動産 社長） - エド山口
- 中岡昌次（無職） - 吉田智則
- 中岡昌子（エスコート嬢） - MARI
- 吉宮洋一（沙織の元恋人・故人） - 森廉
- 黒田（日生交通 新宿営業所 所長） - 森章二
- 北出徹（喫茶店「コロポックル」店主） - 西田健
- 田中（神奈川県厚木東警察署 刑事） - 鈴木健介
- 柳（「ハイム西新宿」管理人） - 花王おさむ
- 村山（岩城組 構成員） - 加賀谷圭
- 本沢（岩城組 構成員） - 芸利古雄
- 松家（神奈川県厚木東警察署 刑事） - 石倉三郎

第8作「致死海流」（2008年）
- 今城英夫（今城総合病院 副院長） - 田中実
- 宇根沢望（今城家の家政婦） - 星野真里
- 岩井佳子 - 遠野凪子
- 谷口知也（今城総合病院 理事・「ハイム西新宿」707号室の入居者） - 井田國彦
- 妻田軍次（写真家） - 木下ほうか
- 水谷由紀（圭子のマンションのコンシェルジュ） - 仁藤優子
- 井関敏明（城南トラベル赤坂支店 社員） - 飯田基祐
- 水島（警視庁八丈警察署 刑事） - 藤岡太郎
- 村田剛（警視庁八丈警察署 刑事） - 渡辺哲
- 岡本繁 - 武智健二
- 今城賢太郎（英夫の養父・認知症） - 神山繁

第9作「灯（ともしび）」（2009年）
- 山寺元直（医師・半年前のバス事故の乗客） - 杉本哲太
- 八木順一（銀行員・半年前のバス事故の乗客） - 小木茂光
- 山寺詩子（山寺の妻） - あめくみちこ
- 八木節子（八木の妻） - 山下容莉枝
- 八木ひとみ（八木と節子の娘・女子高生・ジョージの知人） - 水崎綾女
- 秋吉勝敏（医師） - 松永博史
- 川合（刑事） - 小林すすむ
- 山寺敬一（山寺と詩子の息子） - 中山卓也
- 吉見正造（喫茶店「まつね」と居酒屋「松音」のマスター・半年前のバス事故の乗客） - 六平直政
- 山寺家の隣人 - 小柳友貴美
- 内田里子（野尻湖にいる節子の姉） - 竹内晶子
- 宝石店員 - 竹本聡子
- 八木順（八木と節子の息子・ひとみの弟） - 吉田翔
- 吉見音松（正造の父・喫茶店「まつね」と居酒屋「松音」のオーナー） - ケーシー高峰

第10作「完全犯罪の使者」（2010年）
- 山原知子（山原の妻） - 原沙知絵
- 長井真美子（ヘアメイクアーティスト） - いしのようこ
- 高坂昌子（高坂の妻） - 遊井亮子
- 吉田（富山県警八尾警察署 刑事） - 佐藤二朗
- 笹村慎介（自動車ディーラー） - 本宮泰風
- 高坂真也（校倉商事 営業本部 本部長） - 奥田達士
- 山原良信（校倉商事 専務取締役） - 国広富之
- 喫茶店オーナー - 須永慶
- 粕谷節子（粕谷の母） - 久保田民絵
- 田辺蓉子（「長井真美子さんを祝う会」参加者） - 山下裕子
- 早瀬弓子（八百屋の嫁） - 三鴨絵里子
- 粕谷勇（知子の元恋人・故人） - 林剛史
- 横山百合子（「長井真美子さんを祝う会」参加者） - 酒井麻吏

第11作「ラストシーン」（2012年）
- 室沢真知子（川村冴子の友人・「アトラス西新宿」807号室の入居者） - とよた真帆
- 遠野文夫（レストラン「シェ・タカコ」オーナーシェフ・「アトラス西新宿」907号室の元入居者） - 羽場裕一
- 水口修一（遠野の甥・「シェ・タカコ」店員） - 窪塚俊介
- 松岡（大町警察署 刑事） - ベンガル
- 高木守（刑事） - 阿南健治
- 遠野貴子（遠野の妻・故人） - 未來貴子
- 田原春久（「アトラス西新宿」1007号室の入居者） - 斎藤洋介
- 小沼玄司（共栄サービス 社長・「アトラス西新宿」907号室の入居者） - 新井康弘
- 長嶋公市（共栄サービス 社員） - 前田淳
- 林（「アトラス西新宿」管理人） - 森章二
- 大町温泉「景水」女将 - 泉晶子

第12作「悪の器」（2012年）
- 南里美雪（ホステス） - 宮本真希
- 仰木誠（漁師・美雪の元恋人） - 賀集利樹
- 宗方聖子（美雪の友人） - 佐藤仁美
- 浅川（唐津警察署の刑事） - 中西良太
- 小村秀彦（テレビゲーム企画会社「ゼノビウス」社長） - 本田大輔
- 副島成美（呼子信用金庫 元職員） - 梶原ひかり
- 田上映子（カフェバーのオーナー） - 北原佐和子
- 木崎民子（食堂店主・美雪の高校の同級生） - 阿南敦子
- 小村達彦（秀彦の兄） - 宮川浩明
- 宗方武（聖子の弟） - 福田繁
- 堺一郎（マンション管理人） - 藏内秀樹
- 支店長 - 浦崎宏
- 副島節子（成美の母） - 熊谷真実

第13作「家族の食卓」（2013年）
- 金沢高一（秀子の夫・東都銀行 西新宿支店 支店長） - 榎木孝明
- 白崎透（白崎透オフィス 社長・「コーポラス角筈」307号室の入居者） - 笠原秀幸
- 中屋繁（中屋ホールディングス 会長） - 矢島健一
- 金沢夏生（高一と秀子の娘） - 小島藤子（幼少期：吉川実羽）
- 藤本実（無職・「コーポラス角筈」306号室の入居者） - 梨本謙次郎
- 大木朝子（クラブのホステス・「コーポラス角筈」入居者） - 山崎静代
- 沢村江里子（藤本の同棲相手） - 古川りか
- 佐久間哲夫（元警備員・30年前自殺） - 池田政典
- 高橋葉子（白崎の姉） - 松田沙紀
- 中西進（広島北警察署 元警部） - 篠田三郎
- ツアー参加者 - 堀田祥子
- ラーメン屋 - 大門与作
- カメラマン助手 - 長田涼子
- 金沢秀子（佐久間の娘・料理研究家） - 伊藤蘭

第14作「喪中欠礼」（2014年）
- 太田久子（元看護師） - 黒田福美
- 朝倉修一（響子の息子・朝倉総合病院 医師） - 黄川田将也
- 谷口（南砺北警察署 刑事） - 菅原大吉
- 朝倉絵里（修一の妻） - 大谷みつほ
- 山岡義明（義典の息子） - 石橋保
- 佐々木美和（介護老人福祉施設「南潮風の里」介護士・響子と久子の元同僚） - 山口果林
- 朝倉静子（響子の義母・故人） - 吉村実子
- 原田圭子（スナック「銯雀」ママ） - ひがし由貴
- 山岡千里（義明の娘） - 延命杏咲実（5歳：川島夕空）
- 山岡義典（山岡整備場 社長） - 平泉成
- 朝倉響子（朝倉総合病院 院長・エッセイスト） - かたせ梨乃

第15作「生存者」（2016年）
| 森茂之 （運転手） | 杉内真理 |    | 中村智紀 | 北沢尚子 | 小松美穂 |            | 横田和美 | 大滝喜世子 |  | 岩瀬厚一郎 |
| 森茂之 （運転手） |          |    |          |          |          |            | 横田彩花 | 大滝一重   |  |            |
| 森茂之 （運転手） |          |    |          |          |          |            |          |            |  |            |
|                   |          |    |          |          |          |            |          |            |  |            |
|                   | 今井聡   |    | 前園豊   | 山崎克也 |          | 大森佐代子 |          |            |  |            |
| 上山登紀子        | 須藤正雄 | ？ |          | 春日友美 | 川岸一義 | 大森桜     | 大森洋二 |            |  |            |
バスジャック放火事件の生存者
- 北沢尚子（六本木クラブ「ランダム」経営者） - 七瀬なつみ
- 樽見良勝（太田の第一秘書） - 津田寛治
- 川岸一義（間宮土木の現場作業員） - 螢雪次朗
- 山崎克也（大東和商事 営業部長） - 神保悟志
- 春日友美（山崎の浮気相手） - 市橋直歩
- 森茂之（甲斐交通のバス運転手 → 八百屋） - 水沢駿
- 上山登紀子 - 佐藤智美
- 横田和美 - 中井理恵
- 大森佐代子（洋二の妻） - 南風佳子
- 横田彩花 - 稲垣芽生（幼少期：梅崎音羽）
- 大森桜（洋二と佐代子の娘） - 瑞生桜子
- 小松美穂（ジュエリーデザイナー） - 南野陽子

バスジャック放火事件の被害者
- 岩瀬厚一郎（バスジャック放火事件の犯人） - 梅垣義明
- 前園豊（帝日建設 総務課長） - 吉満寛人
- 大森洋二 - 海宝弘之
- 今井聡 - 松木研也
- 須藤正雄 - 西岡秀記

その他
- 川岸由紀子（川岸と京子の娘・ホテル「WESTIN」従業員） - 宮地真緒
- 川岸京子（川岸の妻・水産加工場 従業員） - 古村比呂
- 長江正和（南あわじ中央警察署 刑事） - 梨本謙次郎
- 三田和男（六本木クラブ「ランダム」の客） - 湯江健幸
- 太田幸三（衆議院議員） - 藤田宗久
- 三浦良文（間宮土木 社員） - 松林慎司
- 小林一郎（アパート管理人） - 森章二
- 愛子（淡路島の川岸家の隣人） - 前川恵美子
- 今関光男（帝日建設 社員・前園の元同僚） - 中脇樹人
- 向井勝（間宮土木の現場作業員） - 許秀哲
- 及川慶一（甲斐交通 社員） - 岸博之
- 山田邦彦（尚子の元夫） - 渡辺穣
- 町田雅美（太田幸三事務所 スタッフ） - 中村ひろみ
- 井上正敏（土産物屋店主・川岸の同級生） - 大月秀幸
- 室井則和（大月中央警察署 刑事） - 野間清史
- 遠山千明（ジュエリーMIHO 店員） - 朝倉えりか
- 綿貫（東京地検特捜部） - 岡雅史
- 山田（邦彦の母） - 上杉二美
- 美穂の元同僚デザイナー - 大須賀裕子
- 六本木クラブ「ランダム」スタッフ - 河野直樹
- 美穂の元同僚デザイナー - 笠木泉
- 六本木クラブ「ランダム」バーテンダー - 寺本一樹

第16作「ラストファミリー」（2017年）
- 藤崎こう（谷口修司の妻 → 石川和正の妻 → 藤崎正明の妻・別名「疑惑の女 黒い未亡人」・藤崎商事 社長） - 夏樹陽子（14歳：武イリヤ）
- 寺田美奈子（藤崎正明と寺田保子の娘・寺田正彦の姉・宝徳女子大学 教授） - 高橋かおり
- 咲田透（石川和正と咲田早苗の息子・藤崎こうの恋人・別名「ジロ」） - 斉藤陽一郎
- 杉村隆（藤崎商事 社長秘書） - 井田國彦
- 水谷（西伊豆警察署 刑事） - 伊藤正之
- 藤崎正明（寺田保子の夫 → 藤崎こうの夫・10年前転落死） - 工藤俊作
- 石川和正（咲田早苗の夫 → 藤崎こうの夫・事故死） - 尾崎右宗
- 倉橋真理（藤崎正明の愛人） - 松本若菜
- 沢村圭子（土肥温泉「ふじやホテル」女将） - 大寶智子
- 藤崎こうの父（夜釣りに出掛け岸壁から転落死） - 浦山可児
- 藤崎こうの母 - 馬渡亜樹
- 寺田保子（藤崎正明の元妻・病死） - 松藤美和
- 咲田早苗（石川和正の妻 → 離婚 → 藤崎正明の愛人・藤崎こうの幼馴染） - 多岐川裕美（14歳：小林萌夏）

## スタッフ
- 原作 - 森村誠一、石沢英太郎（第1作 - 第5作）
- 脚本 - 岡本克己（第1作）、池広一夫（第2作 - 第7作）、橋本綾（第8作 - 第14作・第16作）、吉本昌弘（第15作）
- 音楽 - 大野克夫、田辺信一（第1作 - 第5作）
- 撮影 - 小野進、蔵原これむつ
- 監督 - 池広一夫
- 現プロデューサー - 佐藤凉一（テレビ朝日）、目黒正之（東映）
- 旧プロデューサー - 松本健（テレビ朝日）、塙淳一（テレビ朝日）、坂本年文（東映）、香月純一（東映）、若松豪（東映）、高野照子（東映）、笠谷智之（C.A.L）
- 制作 - テレビ朝日、東映、C.A.L（第1作 - 第5作）

## 放送日程
- 第11作、第12作、第14作、第15作、第16作は21時00分から23時21分までの拡大放送。
- 第13作は21時00分から23時30分までの拡大放送。
- 第11作は「35周年特別企画」。
- 第12作はテレビ宮崎では、同局での従来の放送枠である「月曜ワイド劇場」の日時繰り上げ・時間帯変更の上で2012年12月30日12:00 - 14:19に放送。また番組表上は「土曜ワイド劇場」と表記での放送となった。
- 第13作は「テレビ朝日開局55周年記念」。
- 第15作は「森村誠一作家50年記念企画」。

| 話数                                           | 放送日                       | サブタイトル                 | 原作                                                                 | 脚本                         | 監督                         | 視聴率                       |
| 牟田刑事官VS終着駅の牛尾刑事                   | 牟田刑事官VS終着駅の牛尾刑事 | 牟田刑事官VS終着駅の牛尾刑事 | 牟田刑事官VS終着駅の牛尾刑事                                         | 牟田刑事官VS終着駅の牛尾刑事 | 牟田刑事官VS終着駅の牛尾刑事 | 牟田刑事官VS終着駅の牛尾刑事 |
| ---------------------------------------------- | ---------------------------- | ---------------------------- | -------------------------------------------------------------------- | ---------------------------- | ---------------------------- | ---------------------------- |
| 1                                              | 2001年12月29日               | エネミイ                     | 森村誠一「エネミイ」 石沢英太郎                                      | 岡本克己                     | 池広一夫                     | 16.7%                        |
| 2                                              | 2002年12月28日               | 暗渠（あんきょ）の連鎖       | 森村誠一「暗渠の連鎖」 石沢英太郎                                    | 池広一夫                     | 池広一夫                     | 15.4%                        |
| 牟田刑事官VS終着駅の牛尾刑事そして事件記者冴子 |                              |                              |                                                                      |                              |                              |                              |
| 3                                              | 2003年12月27日               | レッドライト                 | 森村誠一「レッドライト」 石沢英太郎「牟田刑事官事件簿」              | 池広一夫                     | 池広一夫                     | 16.6%                        |
| 4                                              | 2004年12月25日               | マリッジ                     | 森村誠一「マリッジ」 石沢英太郎「牟田刑事官事件簿」                  | 池広一夫                     | 池広一夫                     | 15.7%                        |
| 5                                              | 2005年12月24日               | タクシー                     | 森村誠一「タクシー」 石沢英太郎「牟田刑事官事件簿」                  | 池広一夫                     | 池広一夫                     | 14.7%                        |
| 終着駅の牛尾刑事VS事件記者・冴子               |                              |                              |                                                                      |                              |                              |                              |
| 6                                              | 2006年12月23日               | 殺人の詩集                   | 森村誠一「殺人の詩集」                                               | 池広一夫                     | 池広一夫                     | 14.3%                        |
| 7                                              | 2007年12月22日               | 路                           | 森村誠一「路」                                                       | 池広一夫                     | 池広一夫                     | 15.2%                        |
| 8                                              | 2008年12月20日               | 致死海流                     | 森村誠一「致死海流」                                                 | 橋本綾                       | 池広一夫                     | 14.4%                        |
| 9                                              | 2009年12月12日               | 灯（ともしび）               | 森村誠一「灯」                                                       | 橋本綾                       | 池広一夫                     | 15.7%                        |
| 10                                             | 2010年12月18日               | 完全犯罪の使者               | 森村誠一「完全犯罪の使者」                                           | 橋本綾                       | 池広一夫                     | 14.9%                        |
| 11                                             | 2012年02月25日               | ラストシーン                 | 森村誠一「ラストシーン」（「人間の天敵」所収）、「凶水系」           | 橋本綾                       | 池広一夫                     | 14.8%                        |
| 12                                             | 2012年12月29日               | 悪の器                       | 森村誠一「棟居刑事の悪の器」                                         | 橋本綾                       | 池広一夫                     | 13.1%                        |
| 13                                             | 2013年12月28日               | 家族の食卓                   | 森村誠一「棟居刑事の砂漠の暗礁」                                     | 橋本綾                       | 池広一夫                     | 13.8%                        |
| 14                                             | 2014年12月27日               | 喪中欠礼                     | 森村誠一「喪中欠礼」 （「雪の絶唱―森村誠一ベストセレクション」所収） | 橋本綾                       | 池広一夫                     | 11.1%                        |
| 15                                             | 2016年01月09日               | 生存者                       | 森村誠一「誇りある被害者」                                           | 吉本昌弘                     | 池広一夫                     | 12.1%                        |
| 16                                             | 2017年01月07日               | ラストファミリー             | 森村誠一「ラストファミリー」                                         | 橋本綾                       | 池広一夫                     | 11.4%                        |

- 視聴率はビデオリサーチ調べ、関東地区・世帯